# Synthese
Synthese ( /sɪnˈteɪzə/) es una revista académica mensual revisada por pares que cubre la epistemología, la metodología y la filosofía de la ciencia, y temas relacionados.  El nombre Synthese (del holandés síntesis) tiene su origen en las intenciones de sus editores fundadores: hacer explícita la supuesta coherencia interna entre las diferentes disciplinas científicas altamente especializadas.  Jaakko Hintikka fue editor en jefe de 1965 a 2002.  Los editores en jefe actuales son Otávio Bueno (Universidad de Miami), Wiebe van der Hoek (Universidad de Liverpool) y Kristie Miller (Universidad de Sydney). 

## Controversias sobre decisiones editoriales
En 2011, la revista se vio envuelta en una controversia sobre el diseño inteligente. La versión impresa del número especial Evolution and Its Rivals,  que apareció dos años después de la versión en línea, incluía una exención de responsabilidad de los entonces editores de la revista que "parecía socavar [a los autores] y a los editores invitados". 
La revista volvió a generar controversia en 2016, cuando un artículo fue calificado de "diatriba homofóbica y sexista". 
"Debido a un desafortunado error humano", uno de los artículos aceptados para su publicación en el número especial Logic and Relativity Theory  no fue enviado por el editor invitado a los editores de la revista para su aprobación, como lo exigían las políticas vigentes en ese momento. Tras el descubrimiento de esta discrepancia, los editores de la revista impusieron una moratoria sobre nuevos números especiales durante aproximadamente dos o tres meses en espera de la revisión de las políticas. 

## Resumen e indexación
La revista está resumida e indexada en:
- Arts and Humanities Citation Index[10]
- Current Contents/Arts & Humanities[10]
- Index Islamicus
- International Bibliography of Periodical Literature
- Linguistic Bibliography
- MathSciNet[11]
- Modern Language Association Database
- ProQuest databases
- Répertoire International de Littérature Musicale
- Science Citation Index Expanded[10]
- Scopus[12]
- Social Sciences Citation Index[10]
- zbMATH Open[13]

Según Journal Citation Reports, la revista tiene un factor de impacto en 2022 de 1,5. 